# Parkstadion Baunatal
Le Parkstadion Baunatal est un stade omnisports allemand (servant principalement pour le football) situé à Altenbauna, quartier de la ville de Baunatal, en Hesse.
Le stade, doté de 7 578 places, et inauguré en 1979, sert d'enceinte à domicile à l'équipe de football du KSV Baunatal.

## Histoire
Le stade ouvre ses portes en 1979.
Entre 2007 et 2008, la tribune principale, la piste synthétique et les projecteurs sont rénovés.
Le vestiaires sont rénovés en 2009, et le terrain en gazon naturel est rénové en 2015.

## Événements
- 2009 & 2010 : Askina-Sportfest (athlétisme)[3],[4]

### Matchs internationaux de football
| Date            | Compétition | Équipes                                     | Score | Affluence |
| --------------- | ----------- | ------------------------------------------- | ----- | --------- |
| 17 octobre 2010 | ?           | Allemagne -16 ans — Irlande du Nord -16 ans | 4-1   | —         |